# 胀流性

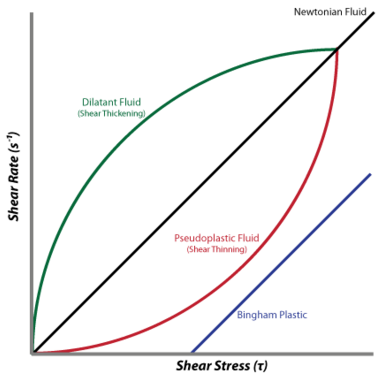
四种不同类型流体的剪应力与剪应变率之间的关系

胀流性（Dilatant），又称为剪切增稠（英語：shear thickening），是指剪切速率或者剪应力增加到某一个数值时，液体中形成了新的结构，引起了阻力的增加，导致液体的表观粘度增大，同时伴随着体积的胀大的现象。
胀流性流体是非牛顿流体中的一种，与之相反的是剪切稀化流体。
具有胀流性的流体称为胀流性流体（dilatant fluid），大多数固体含量多的流体都是属于这一类的。这类流体在静止时，流体中的固体粒子处在堆砌得很紧密的状态，粒子间空隙很小并充满液体。当作用在悬浮液上的剪应力很大或者剪切速率很快的时候，粒子的移动速度较快，粒子间的空隙增大，悬浮体系的总体积增大，粒子间移动时的润滑作用减小，阻力增大，引起了流体表观粘度增大，从而致使在流动过程中能耗增大，增加剪切力并不能成比例的增大剪切速率。这种性质正好与剪切稀化流体的流动性质相反。
常见的胀流性流体有陶瓷泥浆，糖果配料，玉米淀粉以及沙水混合物等含高度抗絮凝固体的流体。

## 与其他流体类型的关系
牛顿流体、胀流性流体、假塑性流体、宾汉流体的剪应力和剪应速率之间的关系如右图所示。
Ostwald-De Waele曾经提出指数定律方程，其数学式如下：
{\displaystyle \eta =K{\dot {\gamma }}^{n-1}}
式中K和n为常数，系非牛顿性参数（K-粘度系数；n-流动行为特性指数），γ 是剪切速率，η则是液体的粘性，它是一种反映粘性流体流变性质的经验性数学关系式，在一定数量级范围内有相当好的准确性。